# CD-20
CD20 är ett membranprotein som uttrycks på vita blodkroppar av typen B-celler med undantag av de mest specialiserade, kallade plasmaceller. Det är ännu oklart exakt vad för funktion CD20 har.
Förekomsten av leukocyter med CD20 kan mätas för att bidra till diagnosticering av lymfom, leukemi och melanom. Proteinet är viktigt vid behandling av lymfom och leukemi med monoklonala antikroppar mot CD20 (som rituximab).
En koppling mellan immunsystemet, metabolt syndrom, diabetes mellitus och sjuklig övervikt har rapporterats, vilket rest frågan om övervikt är att se som ett autoimmunt tillstånd snarare än en metabol rubbning.